# Gyulai Lajos
Gyulai Lajos (Debrecen, 1945. április 28. –) magyar festő.

## Életpályája
Édesapja 13 éves korában iratta be a Debreceni Szabadiskolába. Mesterei Veress Géza, Menyhárt József Barcsay Jenő és Hincz Gyula voltak. 1965-ben Bíró Lajos meghívta őt a Hajdúsági Művésztelepre. A Magyar Képzőművészeti Főiskolára nem vették fel. Az 1960-as évek végétől dekorációsként dolgozik. 1976-tól kiállító művész. 1978 és 1998 között a Műcsarnok munkatársa volt.

## Egyéni kiállításai
- 1976 • Eötvös Galéria
- 1977 • Kandó Kálmán Műszaki Főiskola Kollégiuma, Budapest (Győri Lászlóval).

## Részvétele csoportos kiállításokon (válogatás)
- 1990 • Hommage à Barcsay, Barcsay Gyűjtemény, Szentendre.
- 2021 • XMAS SELECTION by FreylerArt, Budapest
- 2022 • Art and Antique Budapest, FreylerArt